# 滇南青紫葛
滇南青紫葛（学名：Cissus austroyunnanensis）为葡萄科白粉藤属下的一个种。其种加词“austroyunnanensis”意为“滇南的”。